# Bangun Jayo
Bangun Jayo is een bestuurslaag in het regentschap Sarolangun van de provincie Jambi, Indonesië. Bangun Jayo telt 819 inwoners (volkstelling 2010).